# Beker van Sierra Leone
De Beker van Sierra Leone (FA Cup) is het nationale voetbalbekertoernooi van Sierra Leone dat sinds 1967 wordt georganiseerd door de Sierra Leone Football Association (SLAFA). Zoals de meeste bekercompetities wordt met het knock-outsysteem gespeeld.
Namen
2014: Leocem FA Cup

## Finales
| Jaar                                   | Winnaar            | Uitslag | Finalist    |
| -------------------------------------- | ------------------ | ------- | ----------- |
| 1967-1972 onbekend (1e editie in 1967) |                    |         |             |
| 1973                                   | East End Lions     | 3-0     | Wusum Stars |
| 1974-1977 onbekend                     |                    |         |             |
| 1978                                   | Bai Bureh Warriors |         |             |
| 1979                                   | Wusum Stars        |         |             |
| 1980                                   | East End Lions     |         |             |
| 1981                                   | Kamboi Eagles      |         |             |
| 1982                                   | Bai Bureh Warriors |         |             |
| 1983                                   | Mighty Blackpool   |         |             |
| 1984                                   | Old Edwardians     |         |             |
| 1985                                   | Kamboi Eagles      |         |             |
| 1986                                   | Real Republicans   |         |             |
| 1987 onbekend                          |                    |         |             |
| 1988                                   | Mighty Blackpool   |         |             |

| Jaar                    | Winnaar          | Uitslag | Finalist       |
| ----------------------- | ---------------- | ------- | -------------- |
| 1989                    | East End Lions   |         |                |
| 1990                    | Ports Authority  |         |                |
| 1991                    | Ports Authority  |         |                |
| 1992                    | Diamond Stars    |         |                |
| 1993 onbekend           |                  |         |                |
| 1994                    | Mighty Blackpool |         |                |
| 1995-1999 niet gespeeld |                  |         |                |
| 2000                    | Mighty Blackpool |         |                |
| 2001                    | Old Edwardians   |         |                |
| 2002 niet gespeeld      |                  |         |                |
| 2003-2006 onbekend      |                  |         |                |
| 2007                    | Kallon FC        |         | Central Parade |
| 2008-2013 niet gespeeld |                  |         |                |
| 2014                    |                  |         |                |

### Prestaties per club
N.B. Enkel de bekende resultaten
| Aantal | Club               | Plaats    |   | Aantal           | Club     | Plaats |
| ------ | ------------------ | --------- | - | ---------------- | -------- | ------ |
| 04     | Mighty Blackpool   | Freetown  | 1 | Wusum Stars      | Bombali  |        |
| 03     | East End Lions     | Freetown  | 1 | Real Republicans | Freetown |        |
| 02     | Bai Bureh Warriors | Port Loko | 1 | Diamond Stars    | Koidu    |        |
| 02     | Kamboi Eagles      | Kenema    | 1 | Kallon FC        | Freetown |        |
| 02     | Ports Authority    | Freetown  |   |                  |          |        |
| 02     | Old Edwardians     | Freetown  |   |                  |          |        |

Algerije ·
Angola ·
Benin ·
Botswana ·
Burkina Faso ·
Burundi ·
Centraal-Afrikaanse Republiek ·
Comoren ·
Congo-Brazzaville ·
Congo-Kinshasa ·
Djibouti ·
Egypte ·
Equatoriaal-Guinea ·
Ethiopië ·
Gabon ·
Gambia ·
Ghana ·
Guinee ·
Guinee-Bissau ·
Ivoorkust ·
Kameroen ·
Kenia ·
Lesotho ·
Liberia ·
Libië ·
Madagaskar ·
Mali ·
Marokko ·
Mauritanië ·
Mauritius ·
Mozambique ·
Namibië ·
Niger ·
Nigeria ·
Oeganda ·
Réunion ·
Rwanda ·
Sao Tomé en Principe ·
Senegal ·
Seychellen ·
Sierra Leone ·
Soedan ·
Somalië ·
Swaziland ·
Tanzania ·
Togo ·
Tsjaad ·
Tunesië ·
Zambia ·
Zimbabwe ·
Zuid-Afrika